# Kugelwäldle
Das Kugelwäldle ist ein vom Regierungspräsidium Tübingen am 24. November 1980 durch Verordnung ausgewiesenes Naturschutzgebiet  und ein am 3. März 2004 von der Forstdirektion Tübingen ausgewiesener Schonwald auf dem Gebiet der Stadt Albstadt im Zollernalbkreis.

## Lage
Das Kugelwäldle liegt etwa 2,2 Kilometer westlich des Stadtteils Truchtelfingen und 1,6 Kilometer östlich des Stadtteils Margrethausen. Das Gebiet gehört zum Naturraum Hohe Schwabenalb. Das Gebiet befindet sich in der geologischen Einheit der Oberjuras. Die Kuppe wird vom Unteren Massenkalk gebildet, der die hangbildende Lacunosamergel-Formation überlagert.

## Schutzzweck
Der wesentliche Schutzzweck ist laut Schutzgebietsverordnung „die Erhaltung des markanten Bergkegels mit seinen reichen und vielfältigen Vorkommen seltener Pflanzenarten“.

## Landschaftscharakter
Bei dem Gebiet handelt es sich um einen vollständig bewaldeten Zeugenberg, der sich auf 930 m ü. NN über die Umgebung erhebt. Es wird von Kiefern- und Fichtenforsten dominiert, die auf ehemaligen Wacholderheiden aufgeforstet wurden. Nur die Kuppe ist von einem naturnahen Buchenwald bedeckt.

## Flora und Fauna
Nennenswerte Arten im Gebiet sind die Weiße Waldhyazinthe, das Gefleckte Knabenkraut und das Rote Waldvögelein.